# Чери Форк (Охајо)
Чери Форк (енгл. Cherry Fork) град је у америчкој савезној држави Охајо.

## Демографија
По попису из 2010. године број становника је 155, што је 28 (22,0%) становника више него 2000. године.
| Група             | 2000.        | 2010.       |
| Белци             | 127 (100,0%) | 150 (96,8%) |
| Афроамериканци    | 0 (0,0%)     | 1 (0,6%)    |
| Азијати           | 0 (0,0%)     | 0 (0,0%)    |
| Хиспаноамериканци | 0 (0,0%)     | 1 (0,6%)    |
| Укупно            | 127          | 155         |